# Monte Disgrazia
Monte Disgrazia to szczyt w paśmie Bergell we włoskich Alpach Retyckich. Jest najwyższym szczytem pasma Bergell (po włosku Bregaglia).
Pierwszego wejścia dokonali Leslie Stephen, E. S. Kennedy i Thomas Cox oraz przewodnik Melchior Anderegg 23 sierpnia 1862 r. 